# إف إم جلوبال (شركة)
إف إم جلوبال هي شركة تأمين متبادل تقع في بلدة  جونستون (بولاية رود ايلاند )  مع وجود  مكاتب في جميع أنحاء العالم، وهي شركة متخصصة في خدمات الوقاية من الفقدان بالمقام الأول للشركات الكبيرة في جميع أنحاء العالم تحت مظلة الحماية العالية المخاطر (HPR) في قطاع سوق التأمين على الممتلكات.
ولقد أطلق الاسم المختصر أف إم جلوبال  على الشركة، بينما الاسم المسجل رسميا هو  «شركة التأمين المتبادل للمصانع»، وحصلت الشركة على لقب  «أفضل شركات التأمين على الممتلكات في العالم» من قبل مجلة يوروموني.

وتوظف الشركة نموذج أعمال غير تقليدي  حيث أنه يتم تحديد  المخاطر والاقساط طبقا للتحليل الهندسي مقابل المعلومات السابقة للعمليات الحسابية على أساس التخمين (الاكتوارية). وهذه المنهجية في العمل تركز على الاعتقاد بأن الخسائر في الممتلكات يمكن منعها أو تخفيفها. ويقوم مهندسو إف إم جلوبال بزيارة المواقع المؤمن عليها بشكل منتظم من اجل تقييم المخاطر والتوصية بإدخال تحسينات على الممتلكات أو ممارسات العمل لتقليل المخاطر الفيزيائية والمالية  إفي حالة حدوث فقدان.

## التاريخ
في عام 1835 وخلال فترة الكساد قام  زكريا ألين مالك مصنع نسيج بعمل تحسينات على منشآت مصنعه في محاولة منه  للحد من قسط التأمين على المصنع الواقع في رود ايلاند، بالولايات المتحدة الأمريكية. هذه التحسينات كانت تهدف إلى التقليل من الضرر في حالة نشوب حريق، في ذلك الوقت تم تقاسم زيادات أقساط التأمين عن الخسائر بين جميع المؤمن عليهم، بغض النظر عن تاريخ الخسارة الفردية. ولم يكن مفهوم الوقاية من الخسائر ومكافحتها غير معروف تقريبا في ذلك الوقت. وبالنسبة إلى ألين، فإن اتباع نهج استباقي لمنع الخسائر يكون معقولا اقتصاديا جيدا.
طلب ألين من شركة التأمين تخفيض قسط التأمين  بعد إجراءه التحسينات الكبيرة على المصنع، ولكن طلبه تم رفضه، لذا دعا ألين أصحاب مصانع الغزل والنسيج المحليين الآخرين الذين شاركوا فلسفته في منع الخسارة إلى إنشاء شركة تأمين متبادلة من شأنها أن تضمن فقط المصانع ذات المخاطر الأقل. وينبغي أن يؤدي هذا النهج إلى خسائر أقل ومدفوعات أقساط أقل. وأيا كان الثمن المتبقي في نهاية السنة فسيتم إعادته إلى حملة الوثائق في شكل أرباح. وافقت المجموعة، وبحلول نهاية العام، شكلت شركة المصنعين للتأمين المتبادل ضد الحريق، وهي الشركة السابقة لشركة إف إم جلوبال.
وخلال السنوات الاربعة عشر الأولى للشركة، تمتع أصحاب المصانع وحملة بوالص التأمين المتبادل بتخفيض بنسبة 50 في المائة في الأقساط مقارنة بما كانت تفرضه شركات التأمين الأخرى عليهم من رسوم. وأسفرت أساليب الوقاية من الحرائق التي تم تطويرها مع عمليات الرصد والتفتيش المنتظمة للحريق عن تقليل الخسائر لصالح حاملي وثائق التأمين من اصحاب المصانع، وعلى الرغم من نجاحها الأولي، ظلت هناك مشكلة واحدة للشركة الرائدة في التأمين المتبادل: وهي أن شركة تأمين متبادل واحدة لا يمكنها أن تصمد أمام التكلفة المالية لفقدان مصنع بأكمله.
لذا كان هناك حاجة إلى زيادة القدرة على التأمين، لذلك في عام 1848، شكل ألين شركة تأمين متبادلة أخرى بأسم رود آيلاند للتأمين المتبادل.

## الحرم الجامعي لشركة إف إم جلوبال للابحاث والموافقات
يقع حرم البحوث التابع لشركة إف إم جلوبال في غرب غلوكسترعلى مساحة 1,600 فدان (648 هكتار)، بولاية رود ايلاند في الولايات المتحدة الأمريكية   ، حيث تجري الاختبارات في مخاطر الحريق والانفجارات، والكشف عن المخاطر. وتتراوح هذه الاختبارات من مشاهدة الفرق في كيفية حرق المنتجات إلى كيفية أداء مكونات البناء في ظروف الأعاصير.

## وصلات خارجية
- الموقع الرسمي